# Life Among the Ruins
Life Among the Ruins è il quinto disco del gruppo heavy metal statunitense Virgin Steele, uscito nel 1993.

## Il disco
Tale album, che segna il ritorno della band sul mercato a seguito di un periodo di inattività, è considerato come una parentesi temporanea nella storia della band in quanto abbandona il tipico sound metal dei Virgin Steele e propone un hard rock anni settanta fortemente ispirato ai primi Whitesnake.
Il disco è stato ristampato dalla label tedesca Dockyard1.

## Tracce
1. Sex Religion Machine – 4:43
2. Love Is Pain – 3:53
3. Jet Black – 4:13
4. Invitation – 1:16
5. I Dress In Black (Woman With No Shadows) – 4:46
6. Crown Of Thorns – 6:28
7. Never Believed in Good-bye – 4:23
8. Too Hot To Handle – 4:39
9. Love's Gone – 4:29
10. Snakeskin Vodoo Man (bonus track dell'edizione americana) – 5:16
11. Wild Fire Woman – 4:43
12. Cry Forever – 4:32
13. Haunting the Last Hours – 0:54
14. Last Rose Of Summer – 4:19